# Lijst van afleveringen van The Glee Project
Dit is een lijst van afleveringen van The Glee Project, een Amerikaanse televisieserie. De eerste aflevering werd uitgezonden op 12 juni 2011 in de VS.

## Overzicht
| Seizoen | Afleveringen | Eerste uitzenddatum | Eerste uitzenddatum |
| Seizoen | Afleveringen | première            | einde               |
| ------- | ------------ | ------------------- | ------------------- |
| 1       | 11           | 12 juni 2011        | 21 augustus 2011    |
| 2       | 11           | 5 juni 2012         | 14 augustus 2012    |

## Afleveringen

### Seizoen 1 (2011)
| Nr. | Titel van aflevering | Kijkers (VS) (miljoenen) | Uitzenddatum     | Geëlimineerd | Omschrijving |
| --- | -------------------- | ------------------------ | ---------------- | ------------ | --- |
| 0   | The Top 12           |                          | 12 juni 2011     | N/A          | De casting |
| 1   | Individuality        | 0.455                    | 12 juni 2011     | Bryce        | - Gast mentor: Darren Criss (Blaine Anderson) - Huiswerk: "Signed, Sealed, Delivered I'm Yours" – Stevie Wonder - Winnaar: Matheus - Videoclip: "Firework" – Katy Perry - Laatste kans optreden: - Damian – "Jessie's Girl" – Rick Springfield - Bryce – "Just the Way You Are – Bruno Mars – Geëlimineerd - Ellis – "Big Spender" - Sweet Charity |
| 2   | Theatricality        | 0.527                    | 19 juni 2011     | Ellis        | - Gast mentor: Idina Menzel (Shelby Corcoran) - Huiswerk: "Bad Romance" – Lady Gaga - Winnaar: Alex - Videoclip: "We're Not Gonna Take It" – Twisted Sister - Laatste kans optreden: - Ellis – "Mack the Knife" – The Threepenny Opera - Geëlimineerd - Matheus – "Gives You Hell" - The All-American Rejects - McKynleigh – "Piece of My Heart" – Janis Joplin |
| 3   | Vulnerability        | 0.591                    | 26 juni 2011     | Emily        | - Gast mentor: Dot-Marie Jones (Shannon Beiste) - Huiswerk: "Please Don't Leave Me" – Pink - Winnaar: Matheus - Videoclip: "Mad World" – Michael Andrews ft. Gary Jules - Laatste kans optreden: - Cameron – "Your Song" - Elton John - Emily – "Grenade" – Bruno Mars - Geëlimineerd - Damian – "Are You Lonesome Tonight" - Elvis Presley |
| 4   | Dance Ability        | 0.745                    | 10 juli 2011     | McKynleigh   | - Gast mentor: Harry Shum, Jr. (Mike Chang) - Huiswerk: "Hey, Soul Sister" – Train - Winnaar: Samuel - Videoclip: "U Can't Touch This" - MC Hammer - Laatste kans optreden: - Matheus – "Down" - Jay Sean - McKynleigh – "Last Name" – Carrie Underwood - Geëlimineerd - Alex – "I Will Always Love You" - Whitney Houston |
| 5   | Pairability          |                          | 17 juli 2011     | Matheus      | - Gast mentor: Darren Criss (Blaine Anderson) - Huiswerk: "Need You Now" – Lady Antebellum - Winnaar: Marissa - Videoclips: - Cameron & Lindsay - Baby it's cold outside - Dean Martin & Martina McBride - Damian & Matheus - The Lady is A Tramp - Babes in Armes - Alex & Hannah - Nowadays - Chicago - Samuel & Marissa - Don't You Want Me - Human League - Laatste kans optreden: - Hannah & Alex - Valerie (Mark Ronson) - Amy Winehouse - Matheus & Damian - These Boots Are Made For Walking - Frank Sinatra - Geëlimineerd - Cameron & Lindsay - River Deep Mountain High - Tina Turner & Ike Turner |
| 6   | Tenacity             |                          | 24 juli 2011     | Marissa      | - Gast mentor: Max Adler (Dave Karofsky) - Huiswerk: "Bulletproof" – La Roux - Winnaar: Marissa - Videoclip: Under Pressure / Ice Ice Baby - Laatste kans optreden: - Alex - "And I Am Telling You I'm Not Going" – Dreamgirls - Marissa - "Hate On Me" - Jill Scott - Geëlimineerd - Cameron - "Love Can Wait" (Original Song) |
| 7   | Sexuality            |                          | 31 juli 2011     | Cameron      | - Gast mentor: Mark Salling (Noah "Puck" Puckerman) en Ashley Fink (Lauren Zizes) - Huiswerk: "Like a Virgin" - Madonna - Winnaar: Samuel - Videoclip: "Teenage Dream" - Katy Perry - Laatste kans optreden: - Alex - "I Will Survive" – Gloria Gaynor - Damian - "Danny Boy" – Frederic Weatherly - Cameron - "Blackbird" - The Beatles - Geëlimineerd |
| 8   | Believability        |                          | 7 augustus 2011  | Hannah       | - Gast mentor: Jenna Ushkowitz (Tina Cohen-Chang) - Huiswerk: "True Colors" – Cyndi Lauper - Winnaar: Hannah - Videoclip: "The Only Exception" – Paramore - Laatste kans optreden: - Lindsay - "Maybe This Time" - Cabaret - Samuel - "Animal" - Neon Trees - Hannah - "Back to December" - Taylor Swift - Geëlimineerd |
| 9   | Generosity           |                          | 14 augustus 2011 | N/A          | - Gast mentor: Kevin McHale (Artie Abrams) - Huiswerk: "Lean On Me" – Bill Withers - Winnaar: Lindsay - Videoclip: "Sing" - My Chemical Romance - Laatste kans optreden: - Alex – "His Eye Is on the Sparrow" – Civilla D. Martin - Lindsay – "Defying Gravity" – Wicked - Damian – "I've Gotta Be Me" – Sammy Davis, Jr. - Samuel – "My Funny Valentine" – Babes in Arms |
| 10  | Glee-ality           |                          | 21 augustus 2011 | N/A          | - Gast mentor: Ryan Murphy (Co-Creator) - Huiswerk: "Dont Stop Believin'" - Journey - Videoclip: "Raise Your Glass" - P!nk - Laatste kans optreden: - Lindsay - "Gimme Gimme" - Thoroughly Modern Millie - Damian - "Beyond the Sea" - Charles Trenet - Samuel - "Jolene" - Dolly Parton - Alex - "I Am Changing" - Dreamgirls |

### Seizoen 2 (2012)
| Nr. | Titel van aflevering | Kijkers (VS) (miljoenen) | Uitzenddatum Verenigde Staten | Geëlimineerd       | Omschrijving |
| --- | -------------------- | ------------------------ | ----------------------------- | ------------------ | --- |
| 0   | The Top 14           | N/A                      | 2 juni 2012                   | N/A                | De casting |
| 1   | Individuality        | 0.389                    | 5 juni 2012                   | Maxfield           | - Gast mentor/jury: Lea Michele (Rachel Berry) - Huiswerk: "Born This Way" – Lady Gaga - Winnaar: Shanna - Videoclip: "Here I Go Again" – Whitesnake - Laatste kans optredens: - Aylin – "Without You" – David Guetta - Tyler – "ABC" – The Jackson 5 - Maxfield – "Always on My Mind" – Willie Nelson - Geëlimineerd |
| 2   | Dance-ability        | 0.474                    | 12 juni 2012                  | Taryn & Dani       | - Gast mentor/jury: Samuel Larsen (Joe Hart)) - Huiswerk: "We Got the Beat" – The Go-Go's - Winnaar: Abraham - Videoclip: "Party Rock Anthem" – LMFAO - Laatste kans optredens: - Dani – "Landslide" – Fleetwood Mac – Geëlimineerd - Tyler – "Daniel" – Elton John - Lily – "Man! I Feel Like a Woman!" – Shania Twain NB: Taryn heeft vrijwillig de competitie verlaten. |
| 3   | Vulnerability        | 0.487                    | 19 juni 2012                  | -                  | - Gast mentor/jury: Cory Monteith (Finn Hudson) - Huiswerk: "My Life Would Suck Without You" – Kelly Clarkson - Winnaar:: Nellie - Videoclip: "Everybody Hurts" – R.E.M. - Laatste kans optredens: - Lily Mae– "Mercy" – Duffy - Charlie – "Fix You" – Coldplay - Mario – "Over the Rainbow" NB: Geen van de deelnemers werd geëlimineerd. |
| 4   | Sexuality            | 0.640                    | 26 juni 2012                  | Tyler              | - Gast mentor/jury: Naya Rivera (Santana Lopez) - Huiswerk: "I Wanna Sex You Up" – Color Me Badd - Winnaar: Charlie - Videoclip: "Moves Like Jagger" - Maroon 5 featuring Christina Aguilera/"Milkshake" - Kelis - Laatste kans optredens: - Charlie – "I Get a Kick Out of You" - Cole Porter - Tyler – "Smile" - Charlie Chaplin - Geëlimineerd - Michael – "Lucky" - Jason Mraz feat. Colbie Caillat |
| 5   | Adaptability         | 0.495                    | 3 juli 2012                   | Mario              | - Gast mentor/jury: Kevin McHale (Artie Abrams) - Huiswerk: "You Oughta Know" – Alanis Morissette - Winnaar: Aylin - Videoclip: "Price Tag" – Jessie J - Laatste kans optredens: - Nellie & Blake – "Waiting for a Girl Like You" – Foreigner - Ali & Abraham – "Last Friday Night" – Katy Perry - Mario & Charlie – "Don't Let the Sun Go Down on Me" – Elton John - Slechtste 3: - Abraham - Charlie - Mario – Geëlimineerd NB: Deze week werden de laatste kans optredens door 6 mensen opgevoerd, in koppels van 2. Hieruit werden de slechte 3 gekozen.                                                                               |
| 6   | Fearlessness         | 0.507                    | 10 juli 2012                  | Charlie            | - Gast Mentor/jury: Jane Lynch (Sue Sylvester) - Huiswerk: "Now That We Found Love" – Heavy D and the Boyz - Winnaar: Lilly - Videoclip: Mash-up: "Hit Me With Your Best Shot" / "One Way or Another" - Laatste kans optredens: - Aylin – "Take A Bow" – Rihanna - Charlie – "It's Not Unusual" – Tom Jones - Geëlimineerd - Nellie – "If I Were a Boy" – Beyonce |
| 7   | Theatricality        | 0.342                    | 17 juli 2012                  | Nellie             | - Gast mentor/jury: Grant Gustin (Sebastian Smythe) - 'Huiswerk: "I Hope I Get It" – A Chorus Line - Winnaar: Ali - Videoclip: "When I Grow Up" – Pussycat Dolls - Laatste kans optredens: - Nellie – "I'm the Only One" – Melissa Etheridge – Geëlimineerd - Abraham – "Stereo Hearts" – Gym Class Heroes feat. Adam Levine - Lily – "Someone Like You" – Adele NB: Elke deelnemer kreeg een artiest toegewezen die ze moesten spelen in de videoclip: Nellie als Britney Spears, Abraham als David Bowie, Shanna als Lady Gaga, Michael als Elvis, Aylin als Madonna, Blake als Boy George, Lily als Cyndi Lauper en Ali als Katy Perry. |
| 8   | Tenacity             | 0.357                    | 24 juli 2012                  | Abraham            | - Gast Mentor/jury: Amber Riley (Mercedes Jones) - Huiswerk: "Survivor" – Destiny's Child - Winnaar: Ali - Videoclip: "Eye of the Tiger" – Survivor - Laatste kans optredens: - Michael – "Brick" – Ben Folds Five - Lily – "I'm the greatest star" – Funny girl - Abraham – "Man in the Mirror" – Michael Jackson - Geëlimineerd |
| 9   | Romanticality        | 0.339                    | 31 juli 2012                  | Shanna             | - Gast Mentor/jury: Darren Criss (Blaine Anderson) - Huiswerk: "More Than Words" – Extreme - Winnaar: Blake - Videoclip: "We Found Love" – Rihanna - Laatste kans optredens: - Aylin – "The First Time Ever I Saw Your Face" – Roberta Flack - Blake – "Losing My Religion" – R.E.M. - Shanna – "Stronger" – Kelly Clarkson – Geëlimineerd |
| 10  | Actability           | 0.447                    | 7 augustus 2012               | Michael & Lily Mae | - Gast Mentor/jury: Dianna Agron (Quinn Fabray) - Huiswerk: "Addicted to Love" – Robert Palmer - Winnaar: Michael - Videoclip: "Fuckin' perfect" – P!nk - Laatste kans optredens: - Michael – "Girls Just Want to Have Fun" – Cyndi Lauper – Geëlimineerd - Lily Mae – "Son of a Preacher Man" – Dusty Springfield – Geëlimineerd - Ali – "Here's to Us" – Halestorm - Blake – "I'm Still Standing" – Elton John - Aylin – "Fighter" – Christina Aguilera |
| 11  | Glee-ality           | 0.821                    | 14 augustus 2012              | Ali & Aylin        | - Gast Mentor/jury: Chris Colfer (Kurt Hummel) - Huiswerk: "You Can't Stop The Beat" – Hairspray - Winnaar: Ali, Aylin en Blake - Videoclip: "Tonight Tonight" - Hot Chelle Rae - Laatste kans optredens: - Ali – "Popular" – Wicked – Geëlimineerd - Blake – "I'll Be" – Edwin McCain – Winnaar - Aylin – "Rolling in the Deep" – Adele – Geëlimineerd NB: 13 van de 14 deelnemers van het programma kregen een gastrol in de videoclip net zoals een van de winnaar van het vorige seizoen, Damian McGinty. |